# Полиция Кении
Полиция Кении — орган, отвечающий за поддержание правопорядка на территории Кении. Штаб-квартира расположена в Найроби. Структурно подразделяется на полицейские управления округов, а те, в свою очередь, на местные отделения полиции. Отдельно функционирует административная полиция, в состав которой входят подразделения, обеспечивающие охрану границы и правительственных зданий.

## История

### Под властью Великобритании
Первый полицейский участок на территории Кении был открыт по распоряжению британской администрации в 1896 году в Момбасе. Для названия его сотрудников употреблялось слово askari, которым называли местных солдат на службе у колониальных властей. В том же году Компания Британской Восточной Африки (IBEAC) сформировала подразделения, использовавшиеся для охраны дорог, магазинов и персонала. Около 1900 года была создана Угандийская железнодорожная полиция, обеспечивавшая безопасность железной дороги, связывавшей территории Кении и Уганды.
К 1902 году количество полицейских участков увеличилось, железнодорожная полиция вошла в состав Британской полиции Восточной Африки. Большая часть инспекторов была европейцами, их помощниками — выходцы из Азии. Рядовой состав комплектовался африканцами. В 1906 году официально была образована Полиция Кении. Комиссия под руководством полковника Джеймса Сэдлера составила отчёт с рекомендациями по повышению эффективности деятельность полиции. По его инициативе была основана школа полиции в Найроби. Наряду с регулярными полицейскими формированиями действовали и племенные подразделения.
К 1910 году в составе подразделений полиции числилось не менее 2 000 человек, но основная часть их находилась в крупных городах. Во время Первой мировой войны отдельный батальон кенийской полиции действовал на немецких территориях в Восточной Африке. После окончания войны силы полиции были увеличены, в том числе по причине большого числа белых переселенцев, приезжавших в Кению и требовавших обеспечения их безопасности. В 1920 году большая часть офицеров в полиции была европейского или азиатского происхождения, а африканцы занимали рядовые должности. В качестве потенциальных преступников рассматривались в первую очередь жители трущоб крупных городов, преимущественно чернокожие. Полиция в глазах общественности выглядела инструментом колонистов и «отрядом сдерживания».
В 1926 году было основано подразделение криминальной разведки (англ. Criminal Intelligence Unit), задачей которого был сбор информации о преступниках и подозрительных и нежелательных персонах. Его создание стало ответом на рост организации в преступном сообществе и «профессионализма» преступников. Также повысилось качество подготовки рядового состава полиции. Была увеличена численность личного состава Бюро дактилоскопии, в которое набирали бывших офицеров полиции из Великобритании и Южной Африки.
После завершения Второй мировой войны большая часть племенных подразделений вошла в состав кенийской полиции, численность которой теперь составляла около 5 000 человек. Большую часть их составляли африканцы кенийского происхождения. Быстро рос профессионализм организации. Было создано подразделение конной полиции и рота быстрого реагирования. В июне 1947 года части полиции при поддержке армии участвовали в подавлении всеобщей забастовки, организованной Союзом африканцев Кении и его лидером Джомо Кениатой.
В 1949 году были сформированы подразделения резерва, которые предназначались для помощи при чрезвычайных ситуациях и привлечения гражданского населения к деятельности по обеспечению правопорядка. В том же году в состав полиции вошёл авиационный отряд, задачей которого было обеспечение доступности удалённых районов и эвакуация пострадавших. В конце 1940-х годов с ростом числа автомобилей также возрастала нагрузка, связанная с обеспечением безопасности дорожного движения. В 1951 году транспортный суд в Найроби рассматривал 30—40 дел ежедневно. При этом полиция для местных жителей оставалась инструментом колониальных властей на фоне нарастающего движения за независимость.
В начале 1950-х на территории страны началось восстание мау-мау, вызвавшее панику среди белого населения Кении. В 1952 году британский губернатор объявил о вводе чрезвычайного положения. Части полиции, вместе с армией, ополчением и английскими войсками, участвовали в подавлении беспорядков. Для борьбы с повстанцами было создано специальное полицейское бюро, активно задействовались части резерва. В 1954 году численность личного состава полиции достигла 14 000 человек. Было открыто около 200 полицейских участков, к службе привлекали опытных сотрудников из Великобритании, улучшилось техническое обеспечение. Чрезвычайное положение в стране было отменено только в 1960 году. В 1963 году Кения получила независимость.

## Структура
В состав кенийской полиции входят следующие подразделения:
- Подразделение по борьбе с кражами;
- Подразделение туристической полиции, занимающееся охраной и безопасностью жизни и имущества туристов;
- Железнодорожная полиция;
- Служба охраны президента;
- Морская полиция;
- Полиция аэропортов;
- Кинологическая служба;
- Подразделение общего назначения, занимающееся борьбой с бандитизмом, охраной стратегических объектов, противодействием беспорядкам и антитеррористической деятельностью;
- Дипломатическая полиция, охраняющая представительства других государств;
- Авиационное крыло;
- Департамент дорожной полиции.

Также в структуру входят центры подготовки личного состава:
- Полицейская школа вождения;
- Школа сигнальщиков;
- Колледж полиции в Лорешо;
- Колледж полиции в Киганджо;
- Школа полиции общего назначения;
- Школа полиции в Гилгиле.

## Звания личного состава
В 2013 году была проведена реформа с целью сокращения количества должностей и званий. Возглавляет полицию офицер в звании генерал-инспектора (соответствует генералу армии Кении), у которого есть два заместителя. Далее следуют помощник генерал-инспектора, старший суперинтендант, помощник суперинтенданта, старший инспектор, инспектор, старший сержант, сержант, капрал и констебль.

## Руководители
Ниже приведён список руководителей кенийской полиции. С момента основания по 1964 год полицией руководили британские офицеры:

### Колониальный период
- бригадный генерал Ф. С. Эдвард (1908—1922)
- Ф. Д. Тайсен (1922—1925)
- Р. Кавендиш (1931—1941)
- Эй. Джей. Кингсли-Хит (1941—1943)
- У. М. Сандуит (1942—1947)
- Си. Эйч. Уорд (1947—1949)
- М. С. О'Рорк (1950—1951)
- Д. Д. Макгоун (1951—1954)
- Р. Катлинг (1955—1964)

### С 1964 года
- Бернанд Хинга (1964—1978)
- Бен Гети (1978—1982)
- Бернанд Нжину (1982—1988)
- Филлип Килонзо (1988—1993)
- Шедрак Кируки (1993—1996)
- Дункан Уачира (1996—1998)
- Филемон Абонго (1998—2002)
- Эдвин Ньяседа (2002—2003)
- генерал-майор Мохаммед Хуссейн Али (2004—2009)
- Мэтью Итире (2009—2013)
- Грейс Каинди (2013—2015)
- Джозеф Бойнетт (2015—н. в.)